# ماسل شائولز (فیلم)
«ماسل شائولز» (انگلیسی: Muscle Shoals (film)) فیلمی در ژانر مستند است که در سال ۲۰۱۳ منتشر شد.